# Бирюков, Василий Ильич
Василий Ильич Бирюков — рабочий, Герой Социалистического Труда.

## Биография
Родился в 1912 году в казачьей семье в селе Лопуховка (ныне — в Руднянском районе Волгоградской области). Член ВКП(б).
С 1932 года работал на нефтепромыслах в Баку. В 1936 добровольно вступил в ряды Красной Армии. Был сержантом в прожекторном полку ПВО в Кубе (Азербайджан). В 1938 году после службы женился на Марии Пушкаревой (в браке родилось 8 детей).
С 1941 года принимал участие в Великой Отечественной войне. Во время Сталинградской битвы был офицером, старшим лейтенантом. В должности заместителя командира батальона дошел до Ченстоховы (юг Польши). После войны служил на Западной Украине. Демобилизовался в 1946 году и вернулся в Баку.
До 1953 года работал токарем в Баку на заводе имени Димитрова. Добился разрешения на переезд в Сталинград, где стал работать токарем на Волгоградском заводе нефтяного машиностроения имени Петрова Министерства химического и нефтяного машиностроения СССР. Пятеро из восьми детей Василия Ильича работали на заводе им. Петрова, составляя рабочую династию Бирюковых.
Указом Президиума Верховного Совета СССР от 25 июня 1966 года присвоено звание Героя Социалистического Труда с вручением ордена Ленина и золотой медали «Серп и Молот». Имел несколько свидетельств на изобретения, писал статьи и доклады об усовершенствовании токарных станков.
Избирался депутатом Верховного Совета РСФСР 7-го созыва. Выбирался депутатом Верховного Совета РСФСР (1967—1971 гг)
15 октября 1967 года участвовал в открытии мемориального комплекса на Мамаевом кургане (флагоносец).
Умер 24 ноября 1991 года в Волгограде, похоронен на старом кладбище Ворошиловского района Волгограда (Дар-гора).